# Starostowie przemyscy (zabory)

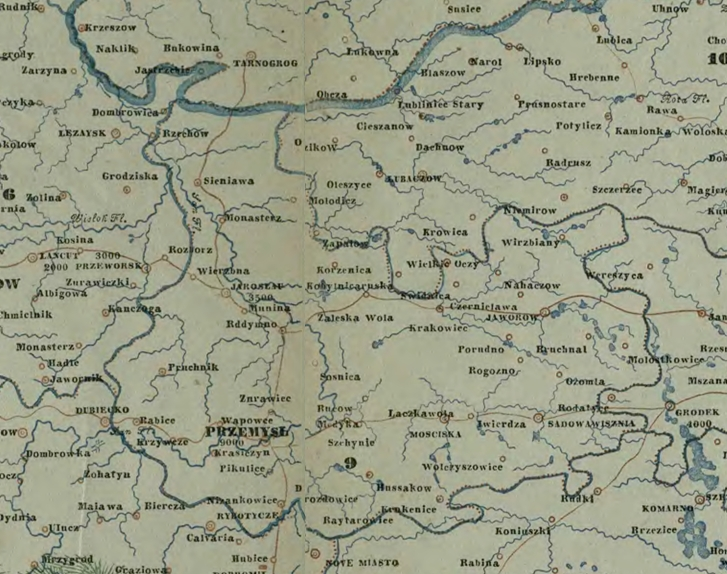
Okręg cyrkularny Przemyśl (1846)

Starostowie galicyjscy zarządzali jednostkami administracyjnymi zwanymi cyrkułami (okręgami). Cyrkuł przemyski utworzono 22 marca 1782 w wyniku reformy administracyjnej. Wcześniej miasto Przemyśl znajdowało się w cyrkule samborskim.
W latach 60. XIX wieku stopniowo zlikwidowano cyrkuły, tworząc 79 powiatów, na których czele również stali starostowie.
| Imię i nazwisko:           | Okres:        |
| -------------------------- | ------------- |
| Aleksander Niedermaier     | 1773          |
| Adam Sartori de Besztercze | 1774          |
| de Gottesman               | 1779-1780     |
| de Schappe                 | 1780          |
| Möllern von Möllendorf     | 1782-1784     |
| baron de Lezzen            | 1787          |
| de Schappe                 | 1788          |
| Wincenty Schouppé          | 1792-1793     |
| Józef Lueger               | ok. 1794-1802 |
| von Kriebl                 | 1802-1811     |
| Antoni Józef Winkler       | 1811-1830     |
| Karol Czecz de Lindenwald  | 1833-1846     |
| Henryk Saar                | 1846-1862     |
| Karol Neusser              | 1863-1866     |
| Wiktor Abrahamsberg        | 1866-1869     |
| Andrzej Seidler-Wiślański  | 1869-1879     |
| Albin Zajączkowski         | 1879-1887     |
| Edward Gorecki             | 1887-1897     |
| Józef Lanikiewicz          | 1897-1910     |
| Leon Kruszyński            | 1911-1912     |
| Zygmunt Żeleski            | 1912-?        |